# Сражение при Куч-Бридж
Сражение при Куч-Бридж (англ. Battle of Cooch's Bridge), так же Сражение при Айрон-Хилл — одно из сражений Филадельфийской кампании американской Войны за независимость, которое произошло 3 сентября 1777 года у моста Куч-Бридж через реку Кристиана (сейчас окраина города Ньюарк в штате Делавэр). Это была сравнительно небольшая перестрелка перед большим сражением при Брендивайне, которое произошло неделю спустя. Предположительно именно в этом сражении впервые использовался новый флаг США.
Британская армия генерала Уильяма Хау высадилась на побережье Мэриленда 25 августа 1777 года и начала наступление на Филадельфию, столицу США. Для дальнего охранения и наблюдения за противником Джордж Вашингтон сформировал корпус лёгкой пехоты, который возглавил Уильям Максвелл. 3 сентября передовые гессенские части британской армии попали под обстрел пехотинцев Максвелла около моста Куч-Бридж. Англичанам удалось быстро отбросить противника и захватить мост.